# تایگا ماکاوا
تایگا ماکاوا (انگلیسی: Taiga Maekawa؛ زادهٔ ۱۳ ژوئن ۱۹۹۶) بازیکن فوتبال اهل ژاپن است.